# Joana de Navarra i de Castella
Joana de Navarra (1386 - 1413), infanta de Navarra.

## Orígens familiars
Filla gran del rei Carles III de Navarra i la seva esposa, Elionor de Castella. Així doncs, era neta per part de mare d'Enric II de Castella i fou germana de la reina Blanca I de Navarra.

## Núpcies
Es casà el 12 de novembre de 1402 amb Joan I de Foix, comte de Foix i Bigorra i vescomte de Bearn, entre altres títols.
Joana morí el juliol de 1413 sense haver donat cap descendent al seu marit i abans que aquest adquirís els seus títols nobiliars.